# Krynicznia wilgotka
Krynicznia wilgotka, kudłatka (Crunoecia irrorata) – gatunek chruścika z rodziny pierzekowatych (Lepidostomatidae).
Gatunek związany ze źródłami, krenobiont. Larwy budują charakterystyczne, czworościenne domki. Gatunek prawnie chroniony, jako jedyny chruścik w Polsce, ochroną częściową. Uznany za gatunek parasolowy dla ochrony źródeł. Występuje w całym kraju, ale na nielicznych stanowiskach. Zasiedla źródła helokrenowe.
Wcześniejsza nazwa „kudłatka” (używana przez Dziędzielewicza w XIX w.) nawiązuje do licznych włosków i szczecinek pokrywających tułów (przystosowanie do życia w cienkiej warstewce wody), współczesna nazwa – „krynicznia wilgotka” – nawiązuje do siedliska życia – krynica, źródło.